# Platygaster minthe
Platygaster minthe är en stekelart som beskrevs av Walker 1836. Platygaster minthe ingår i släktet Platygaster och familjen gallmyggesteklar. Inga underarter finns listade i Catalogue of Life.